# Weta
Pour les articles homonymes, voir Weta (homonymie).
Taxons concernés
- Familles :
  - Anostostomatidae
  - Rhaphidophoridaemodifier

Les wetas sont un groupe de grands orthoptères, nocturnes et aptères, indigènes de la Nouvelle-Zélande.
Certains d'entre-eux comptent parmi les insectes les plus grands et les plus lourds du monde (le weta géant par exemple) et on pense que ce sont des espèces très anciennes, puisqu’on a trouvé des fossiles de créatures semblables du Trias, qui vivaient il y a 180-190 millions d'années, au Queensland (Australie).

## Écologie
Dans une des rares régions du monde presque dépourvues de mammifères, du point de vue de l'écologie fonctionnelle, les wetas ont assumé le rôle que les petits rongeurs ont joué ailleurs : tout comme les souris et les rats, ils vivent cachés pendant la journée, et sortent la nuit pour se nourrir de végétaux et de débris du sol ou d'insectes malades ou morts.
Les prédateurs indigènes des wetas sont des oiseaux (le weka et le kiwi notamment), des reptiles et des chauves-souris.
Ils sont également vulnérables à la destruction de l'habitat causée par les humains et à la modification de leur habitat causée par les espèces introduites. Le ministère de la Conservation de la Nouvelle-Zélande considère 16 des 70 espèces en péril. Des programmes visant à prévenir les extinctions ont été mis en œuvre depuis les années 1970.
La niche écologique de ces insectes a cependant commencé à se réduire quand les Polynésiens ont introduit dans les îles de Nouvelle-Zélande le kiore (rat du Pacifique), puis quand les Européens apportèrent des rats européens et des espèces telles que le chat, le hérisson, des mustélidés. Ces vagues d'introductions ont été suivies de vagues de disparition ou de régression des wetas.
Beaucoup de wetas sont aujourd’hui en danger en raison de leur vulnérabilité face à des prédateurs comme le tuatara, associés à ces rongeurs introduits, mais aussi face aux dégradations écopaysagères induites par l'Homme moderne, et face à l'utilisation croissante de pesticides. Des efforts de conservation d'aires naturelles exemptes de mammifères (habitats propices aux wetas) sont en cours en Nouvelle-Zélande.

## Espèces
Il existe environ 100 espèces de wetas réparties en 2 familles distinctes :
1. Stenopelmatidae ou Anostostomatidae (qui comprend notamment les wetas géants du genre Deinacrida) les wetas vrais en Nouvelle-Zélande et les King Crickets en Australie. Ils sont robustes, aptères et les mâles ont les mandibules fortement développés (dimorphisme sexuel).
2. Rhaphidophoridae (qui comprend le weta des cavernes ou le weta sauteur) des espèces qui se trouvent aussi en Australie, où on les appelle « criquets des cavernes ». Ils sont très petits et n’ont pas d’organes pour produire ou recevoir des sons.

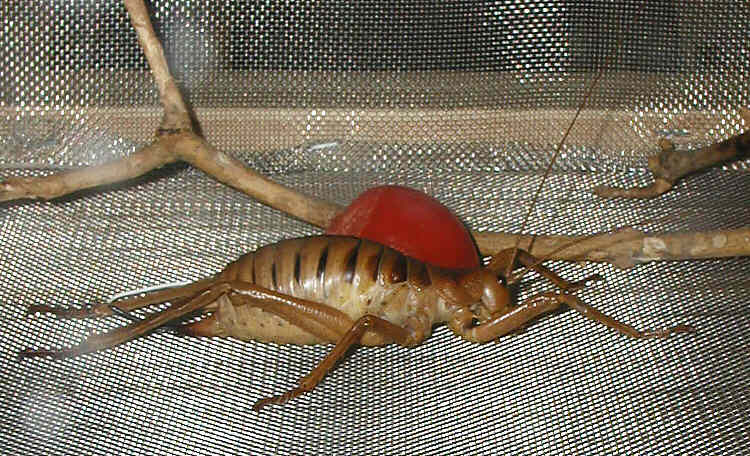
Deinacrida fallai, dont la taille peut dépasser 20 cm.
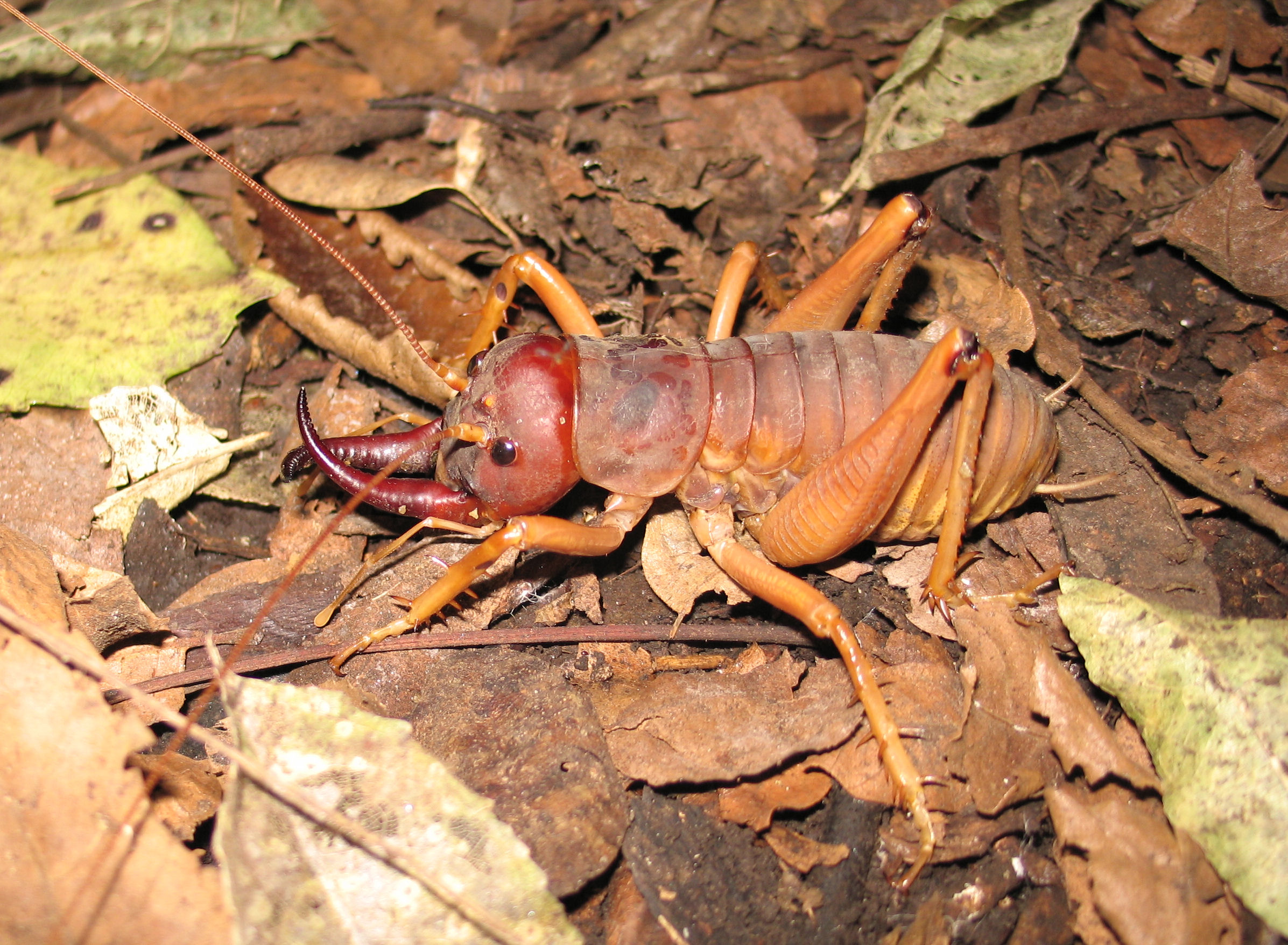
Motuweta isolata.
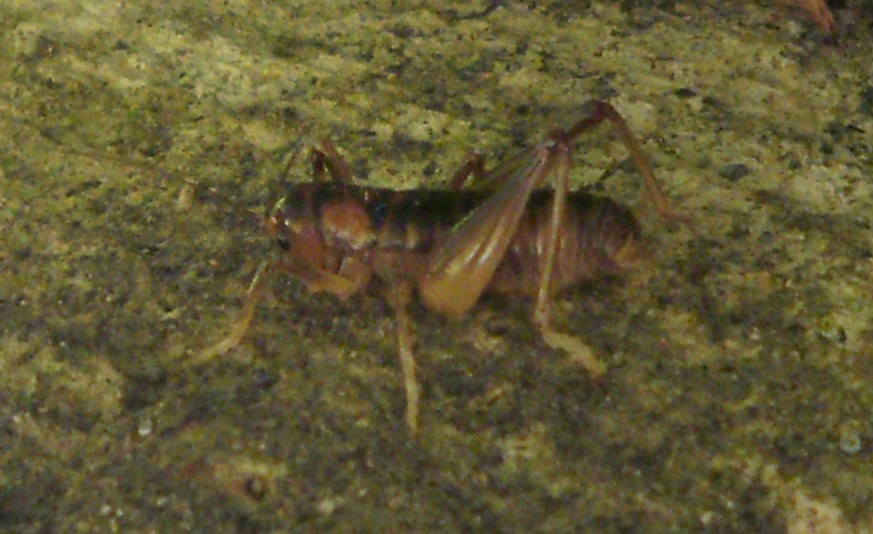
Un weta dans la litière du sol.